# دارکوب نوک‌عاجی کوبایی
دارکوب نوک عاجی کوبایی (نام علمی: Campephilus principalis bairdii) نام یک زیرگونه منقرض‌شده از گونه دارکوب نوک‌عاجی است.